# Alfred Edward Chalon

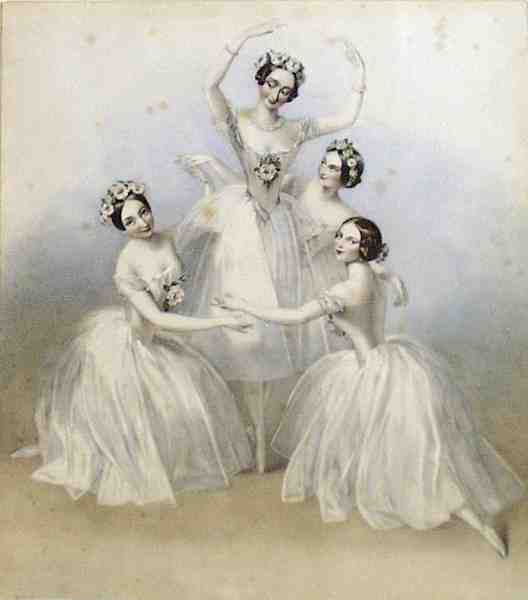
Von links nach rechts: Carlotta Grisi, Marie Taglioni, Lucile Grahn und Fanny Cerrito in der Pas de Quatre, London, 1845

Alfred Edward Chalon (* 15. Februar 1780 in Genf; † 3. Oktober 1860 in Kensington) war ein britischer Maler.

## Leben
Alfred Edward Chalon und sein älterer Bruder John James Chalon (1778–1854) wuchsen in Genf auf, bis deren Vater in den frühen 1790er Jahren eine Anstellung als Professor an der Royal Military Academy Sandhurst antrat. Im Jahre 1797 studierte Chalon an der Royal Academy of Arts in London mit dem Schwerpunkt auf Aquarell- und Pastellzeichnungen. In den folgenden Jahren machte er sich einen Namen als Porträtmaler in der Londoner Gesellschaft. Anlässlich ihrer Krönung, ließ sich die junge Königin Victoria im Jahre 1837 von Chalon im vollen Krönungsornat porträtieren. Zum 10-jährigen Thronjubiläum nahm der Graveur Samuel Cousins (1801–1887) die Zeichnung als Vorbild für Flugblätter und später für eine Briefmarke (1851).

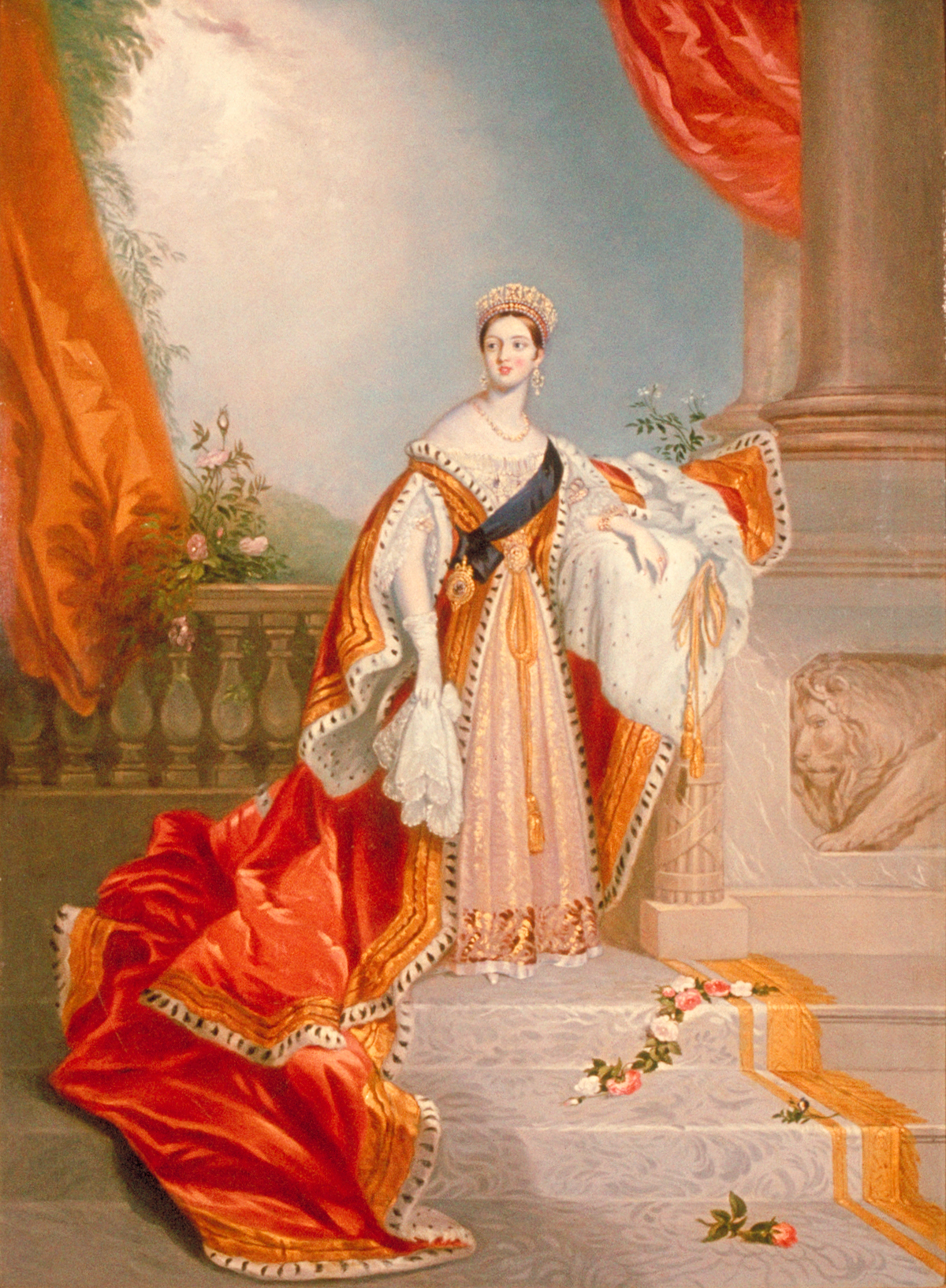
Krönungsbild der Königin Victoria, Pastellzeichnung, 1837
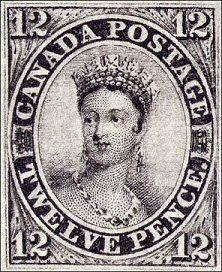
Kanadische Briefmarke, 1851
Neuseeländische Briefmarke, 1988

## Auszeichnungen
- 1812 Mitglied der Royal Academy of Arts
- 1816 Mitglied der Académie française in Paris